# Stadsfestival van Ieper
Het Stadsfestival van Ieper was een gratis festival dat georganiseerd werd op een zaterdagavond tijdens de maand augustus op de Grote Markt van de Belgische stad Ieper. Er waren telkens optredens van diverse muziekgroepen en genres. Aanvankelijk vond het festival plaats op twee locaties in de binnenstad. Sinds 2011 waren er enkel optredens op de Grote Markt van Ieper. Voorheen waren er ook optredens op vrijdagavond, maar dat werd later vervangen door Vlaanderen zingt op de grote markt van Ieper. Het festival trok jaarlijks enkele duizenden bezoekers. De laatste editie was in 2016.

## Optredens
De volgende artiesten traden onder andere op:
- 2005: The Van Jets, Chumbawamba, The Bollock Brothers, Sioen
- 2006: Peter Pan Speedrock, The Selecter, Sweet Coffee, Leki, Gorki
- 2007: The Hickey Underworld, Mala Vita, Triggerfinger, Arid, Fixkes, Buscemi
- 2008: Team William, Freaky Age, Trust, El Guapo Stuntteam, The Scene
- 2009: Customs, Balthazar, Soulsister, Absynthe Minded, Fanfare Ciocărlia
- 2010: Intergalactic Lovers, Yevgueni, De Staat, De Kreuners, Tom Helsen
- 2011: The Sweet, Bart Peeters
- 2012: The Scabs, Katrina & The Romance (met zangeres Katrina Leskanich (Katrina & the Waves), gitarist Dany Lademacher en drummer Ben Crabbé)
- 2013: Orchestre International du Vetex,The Clement Peerens Explosition, Milk Inc
- 2014: Leki, Zornik, Clouseau